# Tokugawa Yoshimune
Tokugawa Yoshimune (徳川 吉宗 (Đức Xuyên Cát Tông)  27 tháng 11 năm 1684 – 12 tháng 7 năm 1751) là vị Tướng Quân (Shōgun) thứ 8 của Mạc phủ Tokugawa tại Nhật Bản. Ông cai trị nước Nhật từ năm 1716 cho đến khi thoái vị vào năm 1745. Ông là con trai của Tokugawa Mitsusada, cháu trai của Tokugawa Yorinobu, và là chắt của Tokugawa Ieyasu.

## Dòng dõi
Tokugawa Yoshimune không phải là con trai của bất kỳ vị Tướng Quân nào trước đó. Đúng hơn, ông là thành viên của một dòng trong gia tộc Tokugawa. Tokugawa Ieyasu, người sáng lập ra Mạc phủ Tokugawa, đã rút ra bài học từ việc gia tộc Minamoto không có người nối dõi vào năm 1219, ông đã nhận ra rằng con cháu nối ngôi trực hệ sau này có thể sẽ chết và khiến gia tộc Tokugawa không có người nối dõi. Vì vậy, khi con trai Tokugawa Hidetada trở thành Tướng Quân thứ hai, ông đã chọn ba người con trai khác để thiết lập gosanke, Ngự tam gia, nam giới thuộc các dòng dõi này có thể trở thành Tướng Quân nếu một vị Tướng Quân nào đó không có hậu duệ trực hệ. Ba gosanke này là các dòng Owari (Vĩ Trương), Kii (Hòa Ca Sơn), và Mito (Thủy Hộ).
Tokugawa Yoshimune xuất thân từ dòng Kii. Người sáng lập nhà Kii là một con trai của Tướng Quân Tokugawa Ieyasu tên là Tokugawa Yorinobu. Tokugawa Ieyasu đã đưa người con này của mình thành Daimyō (Đại danh) của Kii. Con trai của Tokugawa Yorinobu tên là Tokugawa Mitsusada, kế tiếp ông đứng đầu nhà Kii. Khi Tokugawa Mitsusada cùng hai người con khác qua đời, Tokugawa Yoshimune là người con trai thứ tư của Tokugawa Mitsusada, đã trở thành daimyo của Kii vào năm 1705. Sau đó, ông trở thành Tướng Quân.
Tokugawa Yoshimune có quan hệ gần gũi với Mạc phủ Tokugawa. Tổ phụ của ông là Tokugawa Yorinobu, là em trai của Tướng Quân thứ hai, Tokugawa Hidetada, trong khi cha của ông là Tokugawa Mitsusada, là anh em họ gần nhất của Tướng Quân thứ ba, Tokugawa Iemitsu. Tokugawa Yoshimune là anh em họ đời hai của Tướng Quân thứ tư và thứ năm (hai Tướng Quân là anh em ruột) Tokugawa Ietsuna và Tokugawa Tsunayoshi, cũng như là anh em họ đời hai của Tokugawa Tsunashige, người là cha ruột của Tướng Quân Tokugawa Ienobu.

## Thời kỳ 1684–1716
Tokugawa Yoshimune sinh ra vào năm 1684 tại phiên Kii giàu có, phiên này do cha ông là Tokugawa Mitsusada cai quản. Tên thời thơ ấu của Tokugawa Yoshimune là Tokugawa Genroku. Vào lúc đó, người anh em họ đời hai của ông là Tokugawa Tsunayoshi đang là Tướng Quân và cai trị Edo (Tokyo ngày nay). Kii là một vùng thịnh vượng với trên 500.000 thạch, nhưng vẫn trong tình trạng mắc nợ. Ngay cả trong thời kỳ Tokugawa Mitsusada cai quản, Kii vẫn chìm sâu trong nợ nần cần phải trả cho Mạc phủ.
Năm 1697, Tokugawa Genroku đã phải trải qua nghi lễ sang tên và từ đây ông lấy tên mới là Tokugawa Shinnosuke. Năm 1705, khi Shinnosuke mới 21 tuổi, cha ông là Mitsusada cùng hai người anh đã qua đời. Do đó, Tướng Quân Tokugawa Ienobu đã phong ông làm Daimyo của Kii. Ông lấy tên Tokugawa Yorikata và bắt đầu cai quản phiên. Tuy nhiên, số tiền nợ khổng lồ vay từ Mạc phủ từ thời cha và ông của ông tiếp tục trở thành một gắng nặng về tài chính. Mọi chuyện trở nên tồi tệ hơn khi một cơn sóng thần đã phá hủy và làm thiệt mạng nhiều người tại các khu vực ven biển của phiên Kii vào năm 1707. Tokugawa Yorikata đã làm hết sức mình để ổn định tình hình của Kii, nhưng phải dựa trên sự chỉ đạo từ Edo.
Năm 1712, Tướng Quân Tokugawa Ienobu qua đời và người kế vị là con trai Tokugawa Ietsugu. Lúc đó, Tokugawa Yorikata đã dứt khoát rằng ông không thể dựa vào Khổng giáo bảo thủ giống như Arai Hakuseki ở Edo và tiếp tục làm hết khả năng để ổn định tình hình sau thiên tại ở phiên Kii. Nhưng trước khi ông có thể tiến hành điều này, Tướng Quân Tokugawa Ietsugu đã qua đời đầu năm 1716. Tướng Quân qua đời khi mới bảy tuổi và không có người kế vị. Những người con khác của Tướng Quân Shogun Ienobu lúc đó vẫn còn quá nhỏ để lên nắm quyền, điều này đã khiến cho Mạc phủ phải tiến hành lựa chọn một Tướng Quân mới từ những dòng họ trong gosanke.

## Tướng quân Yoshimune (1716-1745)
Tokugawa Yoshimune đã bắt đầu trở hành một Tướng Quân từ năm Shōtoku thứ nhất (tức năm 1716). Thời gian cai trị của ông kéo dài trong gần 30 năm sau đó.
Theo Screech, Tokugawa Yoshimune được coi là vị Tướng Quân tuyệt vời nhất của Mạc phủ Tokugawa. Các nhà nghiên cứu khác như George Sansom, thấy rằng hai vị Tướng Quân Tokugawa Ieyasu và Tokugawa Hidetada mới là những vị tướng và người cai trị tốt nhất.
Tokugawa Yoshimune đã thiết lập gosankyo, (ngự tam khanh) để bổ sung (hay thay thế) cho gosanke (ngự tam gia). Hai trong số những người con trai của ông, cùng với một người cháu nội (con thứ hai của Tướng Quân Tokugawa Ieshige) đã trở thành những người sáng lập các dòng dõi Tayasu, Hitotsubashi và Shimizu. Không giống như gosanke, họ không cai quản các phiên. Tuy vậy, họ vẫn là những dòng dõi quyền quý cho đến khi chế độ Mạc phủ bị sụp đổ, và một số vị Tướng Quân sau này xuất phát từ dòng dõi Hitotsubashi.
Tokugawa Yoshimune được biết đến nhiều với những cải cách tài chính của ông. Ông đã thải hồi người cố vấn bảo thủ Arai Hakuseki và bắt đầu những hành động mà về sau được gọi là Cải cách Kyōhō.
Mặc dù sách ngoại văn bị cấm hoàn toàn từ năm 1640, song Tokugawa Yoshimune đã cho nới lỏng các luật này vào năm 1720, bắt đầu một làn sóng mà trong đó các sách ngoại văn cũng như các bản dịch của chúng tràn vào Nhật Bản, và bắt đầu hình thành việc nghiên cứu thế giới phương Tây, hay còn gọi là rangaku (lan học).
Năm 1745, Tokugawa Yoshimune thoái vị, đặt tước hiệu Ōgosho và giao vị trí Tướng Quân cho con trai cả của mình. Tước hiệu này từng được Tokugawa Ieyasu sử dụng khi về ở ẩn để ủng hộ con trai Hidetada, vị Tướng Quân này sau đó cũng dùng tước hiệu này khi về ở ẩn.
Tokugawa Yoshimune qua đời vào ngày 20 tháng 5 năm Kan'en (Khoan Diên) thứ 4. Pháp danh của ông là Yutokuin và tro cốt được an táng tại Kan'ei-ji.

## Thời kỳ Yoshimune cai trị
Những năm Tokugawa Yoshimune giữ vai trò Tướng Quân được định bởi hơn một niên hiệu (nengō).
- Shōtoku (正徳, Chính Đức) (1711–1716)
- Kyōhō (享保,Hưởng Bảo) (1716–1736)
- Genbun (元文, Nguyên Văn) (1736–1741)
- Kanpō (寛保, Khoan Bảo) (1741–1744)
- Enkyō (延享, Diên Hưởng) (1744–1748)

## Trong truyền thông đại chúng
Tokugawa Yoshimune là nhân vật trung tâm của loạt phim truyền hình dài tập Tướng quân Abarenbo. Jidaigeki (時代劇, Thời đại kịch) này bao gồm một vài khía cạnh thực trong sự nghiệp của Yoshimune, mặc dù vậy nội dung hầu hết đều đều là hư cấu. Cũng có diễn viên đóng vai ông trong Kamen Rider OOO Wonderful: The Shogun and the 21 Core Medals.
Năm 1995 kịch Taiga Hachidai Shogun Yoshimune mô tả đời sống của Yoshimune lên sóng khung giờ cao điểm Chủ nhật trên NHK. Toshiyuki Nishida đóng vai Yoshimune trưởng thành trong loạt phim James Miki.
Vào ngày 2 tháng 1 năm 2008, chương trình jidaigeki hàng năm của đài TV Tokyo có tên Tokugawa Fūun-roku mô tả theo biên niên sử các sự kiện trong cuộc đời của Yoshimune.
Yoshimune cũng là một nhân vật phụ trong manga "Red Hot Chili Samurai" của tác giả Yoshitsugu Katagiri.